# Trasformazione di Lorentz

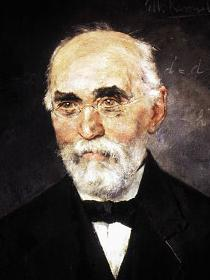
Hendrik Antoon Lorentz in un ritratto di Menso Kamerlingh Onnes

Una visualizzazione della trasformazione di Lorentz. Viene considerata solo una delle coordinate spaziali. Le linee sottili in grassetto che si incrociano con angoli retti indicano le coordinate di tempo e distanza di un osservatore a riposo rispetto a quel riferimento; le linee rette continue oblique indicano la griglia di coordinate di un osservatore in movimento rispetto allo stesso riferimento.

In fisica le trasformazioni di Lorentz, formulate dal fisico Hendrik Antoon Lorentz, sono trasformazioni lineari di coordinate che permettono di descrivere come varia la misura del tempo e dello spazio tra due sistemi di riferimento inerziali, cioè sistemi in cui l'oggetto della misura è in moto rettilineo uniforme rispetto all'osservatore. 
Albert Einstein ricavò a sua volta le trasformazioni di Lorentz nell'articolo sulla relatività ristretta del 1905 postulando la costanza della velocità della luce in ogni sistema di riferimento e la validità della relatività galileiana. Il fatto che l'equazione delle onde si conservi sotto trasformazione di Lorentz permette di scrivere le equazioni di Maxwell dell'elettromagnetismo in una forma invariante nel passaggio tra due sistemi di riferimento in moto relativo tra loro. Questo ha rimosso le contraddizioni esistenti tra elettromagnetismo e meccanica classica e spiegato i risultati nulli dell'esperimento di Michelson-Morley.
Il gruppo delle trasformazioni di Lorentz, pur comprendendo anche le classiche rotazioni degli assi spaziali, è caratterizzato dalla presenza dei boost (letteralmente in italiano "spinta"), cioè le trasformazioni fra due sistemi inerziali in moto relativo fra loro.  Tali trasformazioni consistono essenzialmente in rotazioni che coinvolgono anche l'orientamento dell'asse temporale.

## Storia
Le trasformazioni di Lorentz furono scoperte e pubblicate per la prima volta da Joseph Larmor nel 1897. Già dieci anni prima (1887), però, Woldemar Voigt aveva pubblicato delle trasformazioni che differivano solo per un fattore di Lorentz, ma che esibivano tutte le principali caratteristiche della relatività ristretta, con l'unico difetto di non formare un gruppo.  Nel 1905, Henri Poincaré, il famoso matematico francese, battezzò queste trasformazioni in onore del fisico e matematico olandese Hendrik Antoon Lorentz, il quale aveva pubblicato la propria versione finale nel 1904. Fu lo stesso Poincarè che revisionò il formalismo delle trasformazioni per convertirle nella forma coerente e del tutto solida che conosciamo oggi.
Lorentz credeva nell'ipotesi dell'etere luminifero; solo Albert Einstein, sviluppando la teoria della relatività ristretta, diede un appropriato fondamento alla sua applicazione.

## Trasformazioni tra sistemi in configurazione standard
Una trasformazione di Lorentz è una trasformazione lineare tale per cui, a partire dalle coordinate di un evento nello spaziotempo nel sistema di riferimento cartesiano inerziale {\displaystyle S(t,x,y,z)}, si ricavano le coordinate rispetto ad un analogo sistema di riferimento {\displaystyle S'(t',x',y',z')} che si muove di moto uniforme rispetto al primo. 
L'insieme di tutte le trasformazioni di Lorentz forma un gruppo, il gruppo di Lorentz, anche detto gruppo di Lorentz omogeneo. Si tratta di un sottogruppo del gruppo di Poincaré. Dalle leggi di trasformazione di Lorentz è possibile dimostrare che l'intervallo:
{\displaystyle ds^{2}=c^{2}dt^{2}-dx^{2}-dy^{2}-dz^{2}}
rimane invariato in seguito ad una trasformazione di Lorentz. Una grandezza che si conserva in tal modo è detta invariante di Lorentz, e l'insieme di trasformazioni che lasciano invariato {\displaystyle ds^{2}} è il gruppo di Lorentz.
Il gruppo di Poincaré, anche detto gruppo di Lorentz non omogeneo, corrisponde all'insieme di trasformazioni che lasciano invariato l'intervallo:
{\displaystyle ds^{2}(x,y)=(x_{0}-y_{0})^{2}-(x_{1}-y_{1})^{2}-(x_{2}-y_{2})^{2}-(x_{3}-y_{3})^{2}}
Le quantità che si conservano in seguito alle trasformazioni del gruppo di Lorentz sono dette covarianti. Le equazioni che descrivono i fenomeni naturali sono covarianti.

Un osservatore O situato nell'origine di un sistema di riferimento locale F utilizza le coordinate (x, y, z, t) per descrivere un evento nello spaziotempo.

### Trasformazioni in direzionex
Nella configurazione detta configurazione standard si assume che {\displaystyle S'} abbia i tre assi spaziali paralleli a quelli di {\displaystyle S}, che il sistema {\displaystyle S'} si muova con velocità {\displaystyle \mathbf {v} } lungo l'asse {\displaystyle x} di {\displaystyle S} e che le origini dei due sistemi di riferimento coincidano per {\displaystyle t'=t=0}. In tale contesto le trasformazioni di Lorentz assumono la forma:
{\displaystyle {\begin{cases}t'=\displaystyle \gamma \left(t-{\frac {v}{c^{2}}}x\right)\\x'=\gamma \left(x-vt\right)\\y'=y\\z'=z\end{cases}}}
dove:
{\displaystyle \gamma ={\frac {1}{\sqrt {1-{\frac {v^{2}}{c^{2}}}}}}}
è chiamato fattore di Lorentz, mentre {\displaystyle c} è la velocità della luce nel vuoto. Introducendo il quadrivettore:
{\displaystyle x^{\mu }={\begin{bmatrix}ct\\x\\y\\z\end{bmatrix}}}
le quattro equazioni riportate sopra possono essere espresse attraverso una relazione matriciale:
{\displaystyle x'^{\nu }=\Lambda ^{\nu }{}_{\mu }x^{\mu }}
dove {\displaystyle \Lambda } è la matrice di trasformazione relativa alle trasformazioni in configurazione standard lungo {\displaystyle x}:
{\displaystyle {\begin{bmatrix}ct'\\x'\\y'\\z'\end{bmatrix}}={\begin{bmatrix}\gamma &-\beta \gamma &0&0\\-\beta \gamma &\gamma &0&0\\0&0&1&0\\0&0&0&1\\\end{bmatrix}}{\begin{bmatrix}ct\\x\\y\\z\end{bmatrix}}\qquad \mathbf {\beta } ={\frac {\mathbf {v} }{c}}}
dove {\displaystyle \mathbf {v} } è in direzione {\displaystyle x}.
Le trasformazioni {\displaystyle \Lambda } con {\displaystyle \det(\Lambda ^{a}{}_{b})\,=+1} appartengono al gruppo proprio di Lorentz, che è formato dai boost e dalle rotazioni spaziali, mentre quelle con {\displaystyle \det(\Lambda ^{a}{}_{b})\,=-1} sono dette trasformazioni improprie di Lorentz, e non formano un gruppo. Queste ultime includono riflessioni spaziali e/o temporali tali da alterare la parità del sistema dei quattro assi di riferimento. Nel programma di Erlangen, lo spazio di Minkowski può essere visto come la geometria definita dal gruppo di Poincarè che combina le trasformazioni di Lorentz con le traslazioni.

### Rapidità
Una trasformazione di Lorentz può essere esposta in una forma equivalente definendo il parametro {\displaystyle \phi }, detto rapidità, tale che:
{\displaystyle e^{\phi }=\gamma (1+\beta )=\gamma \left(1+{\frac {v}{c}}\right)={\sqrt {\frac {1+v/c}{1-v/c}}}}
Si ha:
{\displaystyle e^{-\phi }=\gamma (1-\beta )=\gamma \left(1-{\frac {v}{c}}\right)={\sqrt {\frac {1-v/c}{1+v/c}}}}
e in modo equivalente:
{\displaystyle \phi =\ln \left[\gamma (1+\beta )\right]=-\ln \left[\gamma (1-\beta )\right]}
La trasformazione di Lorentz in configurazione standard diventa pertanto la seguente:
{\displaystyle {\begin{aligned}&ct-x=e^{-\phi }(ct'-x')\\&ct+x=e^{\phi }(ct'+x')\\&y=y'\\&z=z'\end{aligned}}}
o equivalentemente:
{\displaystyle {\begin{aligned}&ct={1 \over 2}(e^{\phi }(ct'+x')+e^{-\phi }(ct'-x'))\\&x={1 \over 2}(e^{\phi }(ct'+x')-e^{-\phi }(ct'-x'))\\&y=y'\\&z=z'\end{aligned}}}

#### Espressioni iperboliche
Dalle espressioni di {\displaystyle e^{\phi }} ed {\displaystyle e^{-\phi }} si ha:
{\displaystyle \gamma =\cosh \phi ={e^{\phi }+e^{-\phi } \over 2}}
{\displaystyle \beta \gamma =\sinh \phi ={e^{\phi }-e^{-\phi } \over 2}}
e quindi:
{\displaystyle \beta =\tanh \phi ={e^{\phi }-e^{-\phi } \over e^{\phi }+e^{-\phi }}}
Sostituendo nella forma matriciale della trasformazione:
{\displaystyle {\begin{bmatrix}ct'\\x'\\y'\\z'\end{bmatrix}}={\begin{bmatrix}\cosh \phi &-\sinh \phi &0&0\\-\sinh \phi &\cosh \phi &0&0\\0&0&1&0\\0&0&0&1\\\end{bmatrix}}{\begin{bmatrix}ct\\x\\y\\z\end{bmatrix}}}
Una trasformazione di Lorentz può essere pertanto vista come una rotazione iperbolica delle coordinate nello spazio di Minkowski, in cui il parametro {\displaystyle \phi } rappresenta l'angolo iperbolico di rotazione.

### Trasformazioni in direzioneyoz
Le trasformazioni tra due sistemi che traslano lungo gli assi {\displaystyle y} o {\displaystyle z} sono analoghe al caso standard. In direzione {\displaystyle y}:
{\displaystyle {\begin{aligned}t'&=\gamma \left(t-{\tfrac {v}{c^{2}}}y\right)\\x'&=x\\y'&=\gamma \left(y-vt\right)\\z'&=z\end{aligned}}}
che si può scrivere sinteticamente:
{\displaystyle {\begin{bmatrix}ct'\\x'\\y'\\z'\end{bmatrix}}={\begin{bmatrix}\gamma &0&-\beta \gamma &0\\0&1&0&0\\-\beta \gamma &0&\gamma &0\\0&0&0&1\\\end{bmatrix}}{\begin{bmatrix}c\,t\\x\\y\\z\end{bmatrix}}\qquad \mathbf {\beta } ={\frac {\mathbf {v} }{c}}}
dove {\displaystyle \mathbf {v} } è in direzione {\displaystyle y}. In direzione {\displaystyle z} si ha, analogamente:
{\displaystyle {\begin{aligned}t'&=\gamma \left(t-{\tfrac {v}{c^{2}}}z\right)\\x'&=x\\y'&=y\\z'&=\gamma \left(z-vt\right)\\\end{aligned}}}
che si può scrivere sinteticamente:
{\displaystyle {\begin{bmatrix}ct'\\x'\\y'\\z'\end{bmatrix}}={\begin{bmatrix}\gamma &0&0&-\beta \gamma \\0&1&0&0\\0&0&1&0\\-\beta \gamma &0&0&\gamma \\\end{bmatrix}}{\begin{bmatrix}c\,t\\x\\y\\z\end{bmatrix}}}
dove {\displaystyle \mathbf {v} } e {\displaystyle \mathbf {\beta } } sono in direzione {\displaystyle z}. 
Le trasformazioni di Lorentz sono spesso denotate con {\displaystyle \mathbf {\Lambda } } e valgono per ogni generico quadrivettore {\displaystyle \mathbf {X} }:
{\displaystyle \mathbf {X} '={\boldsymbol {\Lambda }}(v)\mathbf {X} }

## Trasformazioni in direzione generica
Per una trasformazione in una direzione arbitraria tra due sistemi con assi paralleli ed origini coincidenti nello spaziotempo è conveniente scomporre il vettore spaziale {\displaystyle \mathbf {r} } in due componenti, rispettivamente perpendicolari e parallele alla velocità {\displaystyle \mathbf {v} }:
{\displaystyle \mathbf {r} =\mathbf {r} _{\perp }+\mathbf {r} _{\|}}
Si osserva che solo la componente {\displaystyle \mathbf {r} _{\|}} nella direzione di {\displaystyle \mathbf {v} } viene deformata dal fattore {\displaystyle \gamma }:
{\displaystyle {\begin{cases}t'=\gamma \left(t-{\frac {\mathbf {v} \cdot \mathbf {r} }{c^{2}}}\right)\\\mathbf {r'} =\mathbf {r} _{\perp }+\gamma (\mathbf {r} _{\|}-\mathbf {v} t)\end{cases}}}
La seconda espressione può essere riscritta come:
{\displaystyle \mathbf {r'} =\mathbf {r} +\left({\frac {\gamma -1}{v^{2}}}(\mathbf {r} \cdot \mathbf {v} )-\gamma t\right)\mathbf {v} }
Tale espressione non contempla la rotazione degli assi, e pertanto non identifica la trasformazione di Lorentz più generale.

### Forma matriciale
Tale trasformazione può essere espressa utilizzando una matrice a blocchi:
{\displaystyle {\begin{bmatrix}ct'\\\mathbf {r'} \end{bmatrix}}={\begin{bmatrix}\gamma &-\gamma {\boldsymbol {\beta }}^{\mathrm {T} }\\-\gamma {\boldsymbol {\beta }}&\mathbf {I} +(\gamma -1){\boldsymbol {\beta }}{\boldsymbol {\beta }}^{\mathrm {T} }/\beta ^{2}\\\end{bmatrix}}{\begin{bmatrix}ct\\\mathbf {r} \end{bmatrix}}}
dove {\displaystyle \mathbf {I} } è la matrice identica, {\displaystyle \mathbf {\beta } ={\frac {\mathbf {v} }{c}}} è la velocità relativa in unità di c espressa come vettore colonna:
{\displaystyle {\boldsymbol {\beta }}={\frac {\mathbf {v} }{c}}\equiv {\begin{bmatrix}\beta _{x}\\\beta _{y}\\\beta _{z}\end{bmatrix}}={\frac {1}{c}}{\begin{bmatrix}v_{x}\\v_{y}\\v_{z}\end{bmatrix}}\equiv {\begin{bmatrix}\beta _{1}\\\beta _{2}\\\beta _{3}\end{bmatrix}}={\frac {1}{c}}{\begin{bmatrix}v_{1}\\v_{2}\\v_{3}\end{bmatrix}}}
mentre {\displaystyle \mathbf {\beta } ^{T}={\frac {\mathbf {v} ^{T}}{c}}} è la sua trasposta, un vettore riga:
{\displaystyle {\boldsymbol {\beta }}^{\mathrm {T} }={\frac {\mathbf {v} ^{\mathrm {T} }}{c}}\equiv {\begin{bmatrix}\beta _{x}&\beta _{y}&\beta _{z}\end{bmatrix}}={\frac {1}{c}}{\begin{bmatrix}v_{x}&v_{y}&v_{z}\end{bmatrix}}\equiv {\begin{bmatrix}\beta _{1}&\beta _{2}&\beta _{3}\end{bmatrix}}={\frac {1}{c}}{\begin{bmatrix}v_{1}&v_{2}&v_{3}\\\end{bmatrix}}}
con {\displaystyle \beta } il modulo di {\displaystyle \mathbf {\beta } }:
{\displaystyle \beta =|{\boldsymbol {\beta }}|={\sqrt {\beta _{x}^{2}+\beta _{y}^{2}+\beta _{z}^{2}}}}
Esplicitamente:
{\displaystyle {\begin{bmatrix}c\,t'\\x'\\y'\\z'\end{bmatrix}}={\begin{bmatrix}\gamma &-\gamma \,\beta _{x}&-\gamma \,\beta _{y}&-\gamma \,\beta _{z}\\-\gamma \,\beta _{x}&1+(\gamma -1){\dfrac {\beta _{x}^{2}}{\beta ^{2}}}&(\gamma -1){\dfrac {\beta _{x}\beta _{y}}{\beta ^{2}}}&(\gamma -1){\dfrac {\beta _{x}\beta _{z}}{\beta ^{2}}}\\-\gamma \,\beta _{y}&(\gamma -1){\dfrac {\beta _{y}\beta _{x}}{\beta ^{2}}}&1+(\gamma -1){\dfrac {\beta _{y}^{2}}{\beta ^{2}}}&(\gamma -1){\dfrac {\beta _{y}\beta _{z}}{\beta ^{2}}}\\-\gamma \,\beta _{z}&(\gamma -1){\dfrac {\beta _{z}\beta _{x}}{\beta ^{2}}}&(\gamma -1){\dfrac {\beta _{z}\beta _{y}}{\beta ^{2}}}&1+(\gamma -1){\dfrac {\beta _{z}^{2}}{\beta ^{2}}}\\\end{bmatrix}}{\begin{bmatrix}c\,t\\x\\y\\z\end{bmatrix}}}
La trasformazione può essere scritta in modo analogo al precedente:
{\displaystyle \mathbf {X} '={\boldsymbol {\Lambda }}(\mathbf {v} )\mathbf {X} }
ed ha la seguente struttura matriciale:
{\displaystyle {\begin{bmatrix}c\,t'\\x'\\y'\\z'\end{bmatrix}}={\begin{bmatrix}\Lambda _{00}&\Lambda _{01}&\Lambda _{02}&\Lambda _{03}\\\Lambda _{10}&\Lambda _{11}&\Lambda _{12}&\Lambda _{13}\\\Lambda _{20}&\Lambda _{21}&\Lambda _{22}&\Lambda _{23}\\\Lambda _{30}&\Lambda _{31}&\Lambda _{32}&\Lambda _{33}\\\end{bmatrix}}{\begin{bmatrix}c\,t\\x\\y\\z\end{bmatrix}}}
le cui componenti sono:
{\displaystyle {\begin{aligned}\Lambda _{00}&=\gamma \\\Lambda _{0i}&=\Lambda _{i0}=-\gamma \beta _{i}\\\Lambda _{ij}&=\Lambda _{ji}=(\gamma -1){\dfrac {\beta _{i}\beta _{j}}{\beta ^{2}}}+\delta _{ij}=(\gamma -1){\dfrac {v_{i}v_{j}}{v^{2}}}+\delta _{ij}\\\end{aligned}}}
dove {\displaystyle \delta _{ij}} è la delta di Kronecker.

### Relazione tra componenti parallele e perpendicolari
Per mettere in relazione le componenti parallele e perpendicolari di {\displaystyle \mathbf {r} } rispetto alla velocità di traslazione dei sistemi di riferimento, si considera la trasformazione per {\displaystyle \mathbf {r} }:
{\displaystyle \mathbf {r} '=\mathbf {r} _{\parallel }'+\mathbf {r} _{\bot }'=\gamma \left(\mathbf {r} _{\parallel }-\mathbf {v} t\right)+\mathbf {r} _{\bot }}
aggiungendo {\displaystyle \scriptstyle 0=\gamma \mathbf {r} _{\bot }-\gamma \mathbf {r} _{\bot }} per eliminare {\displaystyle \scriptstyle \gamma \mathbf {r} _{\parallel }} si ottiene:
{\displaystyle {\begin{aligned}\mathbf {r} '&=(\gamma \mathbf {r} _{\parallel }{\color {Violet}+\gamma \mathbf {r} _{\bot }})-\gamma \mathbf {v} t+\mathbf {r} _{\bot }{\color {Violet}-\gamma \mathbf {r} _{\bot }}\\&=\gamma \mathbf {r} -\gamma \mathbf {v} t+(1-\gamma )\mathbf {r} _{\bot }\\\end{aligned}}}
Aggiungendo poi {\displaystyle \scriptstyle 0=(1-\gamma )\mathbf {r} _{\parallel }-(1-\gamma )\mathbf {r} _{\parallel }} per eliminare {\displaystyle \scriptstyle (1-\gamma )\mathbf {r} _{\bot }}:
{\displaystyle {\begin{aligned}\mathbf {r} '&=\gamma \mathbf {r} -\gamma \mathbf {v} t+[(1-\gamma )\mathbf {r} _{\bot }{\color {Violet}+(1-\gamma )\mathbf {r} _{\parallel }}]{\color {Violet}-(1-\gamma )\mathbf {r} _{\parallel }}\\&=\gamma \mathbf {r} -\gamma \mathbf {v} t+(1-\gamma )\mathbf {r} +(\gamma -1)\mathbf {r} _{\parallel }\\\end{aligned}}}
e dal momento che {\displaystyle \scriptstyle \mathbf {r} _{\parallel }} e {\displaystyle \mathbf {r} } sono parallele si ha:
{\displaystyle \mathbf {r} _{\parallel }=r_{\parallel }{\dfrac {\mathbf {v} }{v}}=\left({\dfrac {\mathbf {r} \cdot \mathbf {v} }{v}}\right){\frac {\mathbf {v} }{v}}}
In tale relazione {\displaystyle \mathbf {v}  \over v} è un vettore unitario adimensionale che ha la stessa direzione di {\displaystyle \scriptstyle \mathbf {r} _{\parallel }}, e pertanto:
{\displaystyle {\begin{aligned}\mathbf {r} '&=\mathbf {r} -\gamma \mathbf {v} t+{\frac {(\gamma -1)\mathbf {r} \cdot \mathbf {v} }{v^{2}}}\mathbf {v} \\&=\mathbf {r} +\left({\frac {\gamma -1}{v^{2}}}\mathbf {r} \cdot \mathbf {v} -\gamma t\right)\mathbf {v} \\\end{aligned}}}
Tale metodo è valido per qualsiasi trasformazione di Lorentz scritta in modo analogo.

### Trasformazioni di Poincaré (generali non omogenee)
Infine, se imponiamo che gli assi non siano paralleli e che al tempo {\displaystyle t=t'=0} le origini dei due sistemi non siano coincidenti, otteniamo le più generali trasformazioni di Lorentz non omogenee (dette trasformazioni di Poincaré):
{\displaystyle {\begin{cases}\displaystyle {\vec {r}}'=R{\vec {r}}+\left[\left(\gamma -1\right){\frac {{\vec {v}}\cdot R{\vec {r}}}{v^{2}}}-\gamma t\right]{\vec {v}}+{\vec {r}}_{0}\\\displaystyle t'=\gamma \left(t-{\frac {{\vec {v}}\cdot R{\vec {r}}}{c^{2}}}\right)+t_{0}\end{cases}}}
dove 
{\displaystyle R={\begin{pmatrix}{\hat {i}}\cdot {\hat {i}}'&{\hat {j}}\cdot {\hat {i}}'&{\hat {k}}\cdot {\hat {i}}'\\{\hat {i}}\cdot {\hat {j}}'&{\hat {j}}\cdot {\hat {j}}'&{\hat {k}}\cdot {\hat {j}}'\\{\hat {i}}\cdot {\hat {k}}'&{\hat {j}}\cdot {\hat {k}}'&{\hat {k}}\cdot {\hat {k}}'\end{pmatrix}}}
è la matrice della rotazione del sistema.

## Composizione di due boost e rotazioni: rotazione di Thomas

Visione dello spazio tempo lungo la world line di un osservatore che accelera rapidamente muovendosi in una dimensione. La direzione verticale è relativa all'asse temporale, quella orizzontale all'asse spaziale. La linea tratteggiata è la traiettoria (world line) seguita dall'osservatore, mentre i punti sono eventi nello spazio tempo.

La composizione di più boost, ovvero la composizione di due trasformazioni fra due sistemi inerziali in moto relativo uniforme, non produce soltanto un boost, ma anche una rotazione. La trasformazione di Lorentz più generale, pertanto, contiene la possibilità di una rotazione degli assi, detta rotazione di Thomas o rotazione di Wigner (scoperta da Émile Borel nel 1913, riscoperta e dimostrata da Ludwik Silberstein nel 1914, riscoperta da Llewellyn Thomas nel 1926 e rielaborata da Eugene Wigner nel 1939, che ne ha riconosciuto la paternità a Silberstein). Se una successione di boost consente all'origine di una successione di sistemi inerziali di ritornare al punto di partenza, allora l'insieme delle rotazioni di Thomas produce una rotazione complessiva detta precessione di Thomas.
La composizione di due boost {\displaystyle B(\mathbf {u} )} e {\displaystyle B(\mathbf {v} )} rispettivamente caratterizzati dalle velocità {\displaystyle \mathbf {u} } e {\displaystyle \mathbf {v} }, è data da:
{\displaystyle B(\mathbf {u} )B(\mathbf {v} )=B\left(\mathbf {u} \oplus \mathbf {v} \right)\mathrm {Gyr} \left[\mathbf {u} ,\mathbf {v} \right]=\mathrm {Gyr} \left[\mathbf {u} ,\mathbf {v} \right]B\left(\mathbf {v} \oplus \mathbf {u} \right)}
dove {\displaystyle \mathbf {u} \oplus \mathbf {v} } è la composizione delle velocità e {\displaystyle \mathrm {Gyr} } la rotazione derivante da tale composizione. Se {\displaystyle \mathrm {Gyr} } è la matrice 3 × 3 associata alla rotazione delle coordinate spaziali, allora la matrice di rotazione per le quattro coordinate è data da:
{\displaystyle \mathrm {Gyr} [\mathbf {u} ,\mathbf {v} ]={\begin{pmatrix}1&0\\0&\mathrm {gyr} [\mathbf {u} ,\mathbf {v} ]\end{pmatrix}}}
La composizione di due trasformazioni di Lorentz generiche {\displaystyle L(\mathbf {u} ,U)} e {\displaystyle L(\mathbf {u} ,V)} che includa le rotazioni {\displaystyle U} e {\displaystyle V} è data da:
{\displaystyle L(\mathbf {u} ,U)L(\mathbf {u} ,V)=L(\mathbf {u} \oplus U\mathbf {v} ,\mathrm {gyr} [\mathbf {u} ,U\mathbf {v} ]UV)}
dove {\displaystyle \mathrm {gyr} } è la precessione di Thomas giroscopica, definita come una operatore della velocità {\displaystyle \mathbf {w} } nel seguente modo:
{\displaystyle {\text{gyr}}[\mathbf {u} ,\mathbf {v} ]\mathbf {w} =\ominus (\mathbf {u} \oplus \mathbf {v} )\oplus (\mathbf {u} \oplus (\mathbf {v} \oplus \mathbf {w} ))\quad \forall \mathbf {w} }

## Limite galileiano
Nella teoria galileiana, come in quella newtoniana, la velocità della luce ha un valore infinito {\displaystyle c=\infty } e tutte le interazioni avvengono in un tempo istantaneo. Per qualsiasi modulo di velocità di movimento relativo {\displaystyle v} tra riferimenti inerziali dunque il rapporto tra tale modulo e la velocità della luce è {\displaystyle \lim _{c\to \infty }{\frac {v}{c}}=0\ \ \forall v\in \mathbb {R^{+}} }, e le trasformazioni si possono ricondurre a quelle di Galileo:
{\displaystyle {\begin{cases}t'=t\\x'=\left(x-vt\right)\\y'=y\\z'=z\end{cases}}}
Infatti se bastasse considerare velocità {\displaystyle v\ll c} allora potrei sviluppare {\displaystyle \gamma \sim 1+{\frac {1}{2}}{\frac {v^{2}}{c^{2}}}}, ragionamento valido nella teoria di Einstein. Invece nella teoria di Galileo le trasformazioni non sono approssimazioni, ma forme esatte. Difatti, nella teoria galileiana il tempo è assoluto, ossia con la stessa misura in tutti i sistemi di riferimento. Questo spiega perché effetti relativistici di dilatazione o contrazione del tempo e delle lunghezze sono assenti nella teoria galileiana.